# 鞍斑雙鋸魚
鞍斑雙鋸魚，又名鞍斑海葵鱼、鞍背小丑，為輻鰭魚綱鱸形目隆頭魚亞目雀鯛科的其中一種。

## 分布
本魚分布於西太平洋區，包括琉球群島、中國、臺灣、菲律賓、印尼、澳洲及越南等海域。

## 深度
水深2至30公尺。

## 特徵
本魚體呈橢圓形且側扁，口小。體色從深棕色到黃橙色，有兩到三條白色條紋。白色的條紋很粗，位於眼睛後面，身體中間有一個白色馬鞍形的條紋，尾鰭和臀鰭有白色外緣，口鼻部和胸鰭是橙黃色到棕橙色，背鰭硬棘10至11枚；軟條16至18枚；臀鰭硬棘2枚；軟條12至14枚。體長可達13公分。

## 生態
本魚主要生活在潟湖區，與海葵形成共生互利關係，並且不受宿主海葵帶刺觸手的影響，是一種連續的雌雄同體，具有嚴格的統治階級：雌魚最大，繁殖中的雄魚第二大，隨著等級下降，雄魚非繁殖者逐漸變小，如果唯一的繁殖雌魚死亡，繁殖的雄魚將變成雌性，而最大的非繁殖者將成為繁殖的雄魚，屬雜食性，以藻類和浮游生物為食。

## 相似種

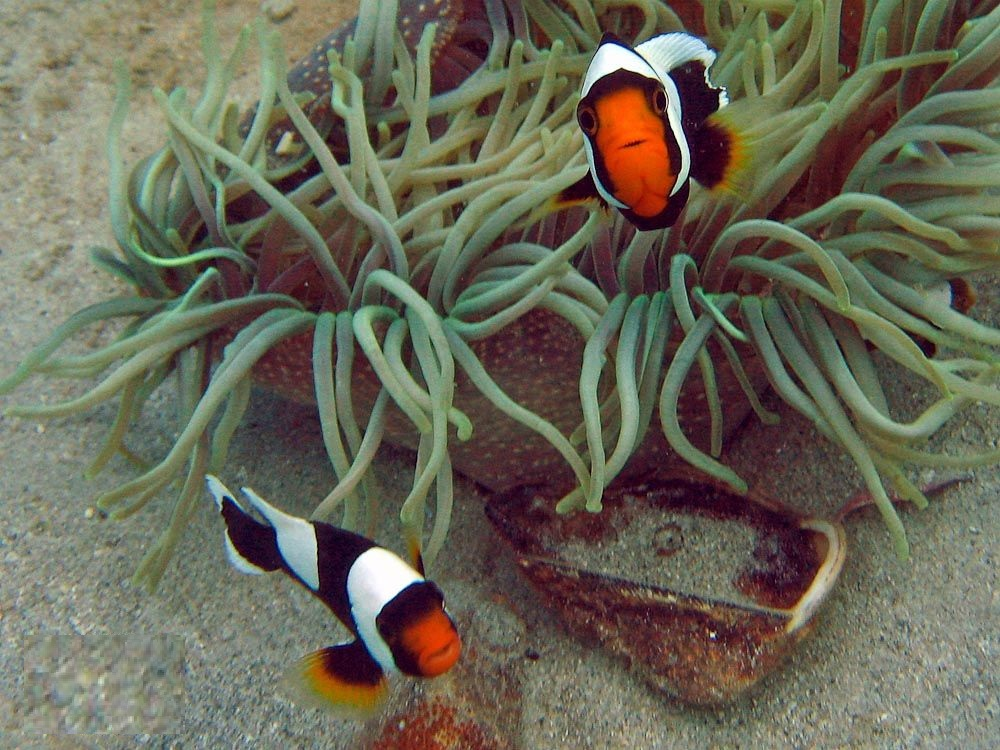
鞍斑雙鋸魚(Amphiprion polymnus)
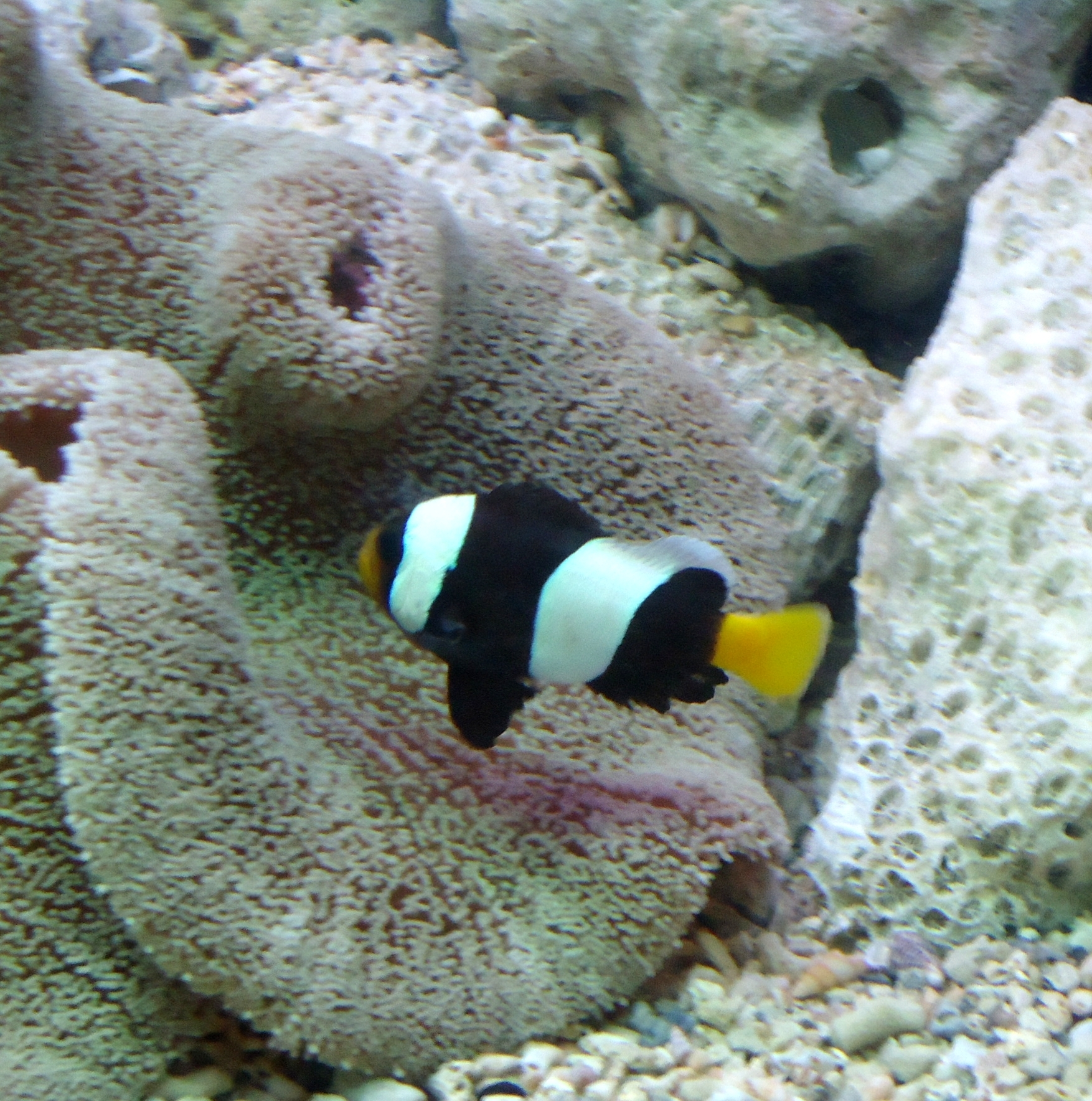
雙帶雙鋸魚(Amphiprion sebae)
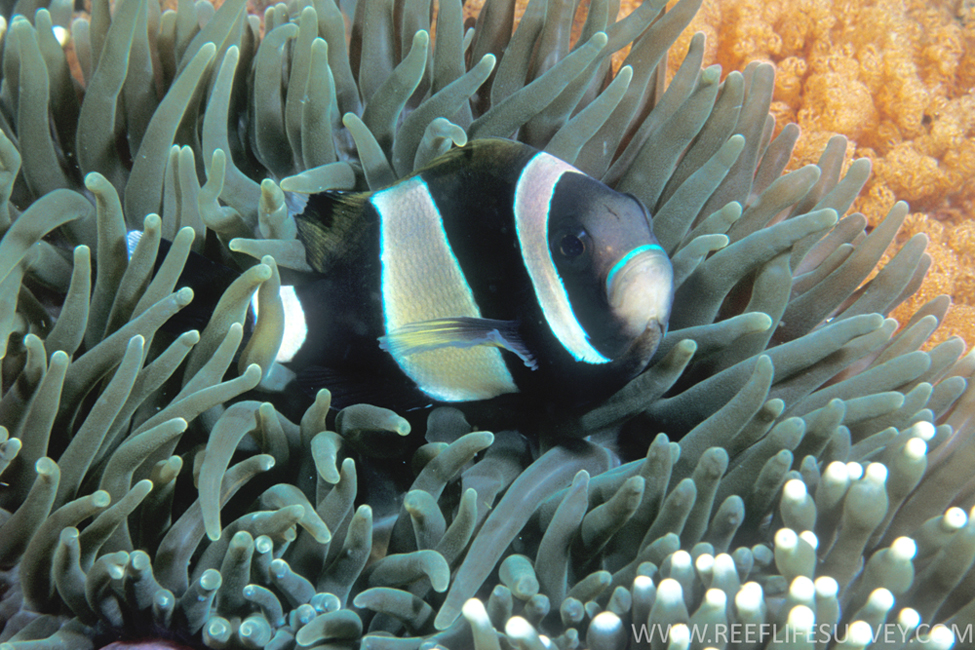
寬帶雙鋸魚(Amphiprion latezonatus)

## 經濟利用
為高經濟價值的觀賞魚。